# Jüchen
Jüchen er en kommune i Rhein-Kreis Neuss i Nordrhein-Westfalen, Tyskland. Den ligger cirka 17 km sydvest for Neuss og 10 km sydøst for Mönchengladbach.